# Anna Soler i Pi
Anna Soler i Pi, en religió Anna de Santa Sabina (Calella, Maresme, 31 d'octubre de 1835 — Vic, Osona, 2 de novembre de 1896) fou una religiosa carmelitana vedruna. Ha estat proclamada serventa de Déu i està en procés de beatificació.
Anna Soler havia nascut a Calella. Va entrar a la congregació de les Germanes Carmelites de la Caritat el 1856. Va tenir diversos càrrecs i fou elegida tercera superiora general de la congregació el 1891. Durant els anys que va estar al capdavant de la congregació la va fer créixer fundant diverses cases noves. Morí amb fama de santedat a Vic en 1896.
El 1940 s'introduí a Roma la seva causa de beatificació, incoada pel bisbat de Vic a instància de la congregació vedruna. El 17 de març de 1955 fou proclamada Serventa de Déu.